# Renato Calligaro
Renato Calligaro (Buja, 28 gennaio 1928 – Buja, 13 settembre 2023) è stato un vignettista, fumettista e pittore italiano.

## Biografia
Trasferitosi con la famiglia nel 1929 a Buenos Aires, Renato Calligaro compì diversi viaggi in Italia; nel 1937 si stabilì in Friuli per studiare. Qui, durante la guerra, iniziò l'attività di pittore e partecipò alla resistenza. Tornò nel 1946 a Buenos Aires, dove finì il liceo e si iscrisse alla facoltà di architettura. Ma poi si spostò in Brasile, a San Paolo, dove esercitò l'attività di grafico e illustratore pubblicitario, come secondo mestiere per potersi dedicare alla pittura in piena libertà creativa. Dopo lunghi soggiorni a Roma e a Buenos Aires, tornò in Brasile, ormai sua seconda patria, ma il colpo di stato dei militari nel 1964 lo obbligò a lasciare il paese, e da allora visse e lavorò a Buja (UD), il paese natale, fino al decesso, avvenuto nel 2023.

## Pensiero sull'arte
Per Calligaro tutta l'arte è fondamentalmente "narrazione". Si tratta di una profonda convinzione maturata negli anni in un approccio all'arte più antropologico che filosofico, dovuto certamente all'influenza della cultura latinoamericana. La consapevolezza della relatività e dei limiti del razionalismo eurocentrico, acquisita in quella lunga esperienza esistenziale del mitico "reale meraviglioso", nonché l'uso spregiudicato ma rigoroso di più media a confronto, ha permesso a Calligaro di inventare nuove strutture narrative, i "quadri sequenza" nella pittura, i "poemi per immagini" nel fumetto, dove, in un nuovo rapporto di valori espressivi e formali, se il testo "produce" figure (nel modo tradizionale), reciprocamente le figure "producono" testo, storie, in un nuovo linguaggio. Si tratta di un ritorno al mythos ("in principio era la narrazione") per potere ripercorrere, nella formazione dell'opera, la genesi dell'operazione arte, durante l'evoluzione per selezione naturale; e proporre quindi un fondamento antropologico dell'operare artistico per un superamento dell'attuale relativismo radicale che ha come corollario la morte stessa dell'arte.
La dialettica paritaria fra i linguaggi determina sviluppi di narratività imprevedibili nella libertà delle differenti invenzioni stilistiche, sia pittoriche che letterarie: la polivalenza delle tecniche e degli stili diventa la vera "storia" da raccontare, come "avventura" del linguaggio. Nell'ambito della teoria, Calligaro, affermando una chiara separazione tra i concetti di esteticità e di artisticità, perviene a una ipotesi bio-antropologica dell'operazione arte come "tempo fermo". Perviene anche a una sistemazione dell'arte contemporanea in quattro procedimenti - tradizionalista, modernista, avanguardista e postmodernista - dove viene evidenziata la profonda differenza tra modernismo e avanguardismo.
Fondò e diresse una rivista dal titolo appunto Tempofermo, uscita nel 2003 per i tipi di Campanotto Editore. Pubblicò il libro Le pagine del tempo, Mimesis Edizioni nel 2013.

## Opere

### Disegni e fumetti
Tra le opere, oltre ai "quadri sequenza" della misura solitamente di 242 x 60, vanno ricordati i "poemi per immagini" nel fumetto: Montagne (1978), La favola di Orfeo (1978), Casanova/Henriette (1978/79), Oltreporto (1980), Deserto (1980), Lirica 4 (1980), Zeppelin (1984), Poema Barocco (1988), oltre al video in DVD Le streghe di Germania (ED. Kappavu, 1992).
Dal 1967 ha disegnato vignette e fumetti di satira politica per le riviste ed i quotidiani italiani Confronto, ABC, Linus e alterlinus, Arcibraccio, Vie nuove, Manifesto, Lotta Continua, Reporter, Panorama, L'Espresso, Satiricon (La Repubblica), Tango, Cuore (L'Unità), e per il giornale francese Le Monde.

### Scritti

#### Articoli
- Renato Calligaro, "Alter/arte", in alterlinus, gennaio/febbraio 1985
- Renato Calligaro, "Frontiere del fumetto", in Alfabeta n. 91, 1986
- Renato Calligaro, "L'arte del fumetto", in Test. n. 1, 1988
- Renato Calligaro, "Arte e mutazione antropologica", in MicroMega n. 2/2001
- Renato Calligaro, "Tempo fermo", in TempoFermo n. 1, 2003
- Renato Calligaro, "Procedimenti tradizionalista e modernista", in TempoFermo n. 2, 2003
- Renato Calligaro, "Procedimento avanguardista", in TempoFermo n. 3, 2004
- Renato Calligaro, "La perdita della forma come l'Altro", in TempoFermo n. 4, 2005
- Renato Calligaro, "Appunti per una discussione", in TempoFermo n. 5, 2006
- Renato Calligaro, "Il tramonto della forma", in Arte o spettacolo, a cura di Danila Bertasio, 2006
- Renato Calligaro, "Simbolo artistico e allegoria concettuale", in TempoFermo n.6, 2008.
- Renato Calligaro, "L'opera d'arte in musica", in Risonanze 2013, Ed. Leonardo 2013

#### Libri
- Rosso e No, Savelli, 1972
- Cambia o non cambia, Feltrinelli, 1975
- Ridateci il nemico, Feltrinelli, 1977
- Il meglio di Donna Celeste, Rizzoli, 1992
- Le pagine del tempo, Mimesis Edizioni, 2013
- Mi piaccio, dunque sono, Mimesis Edizioni, 2015